# Нетикса Тамара Іванівна
Тамара Іванівна Нетикса (рос. Тамара Ивановна Нетыкса, рід. 4 січня 1949, Сєров, Свердловська область, РРФСР, СРСР) — радянська розвідниця-нелегал, полковник Служби зовнішньої розвідки у відставці.

## Біографія
Народилася 4 січня 1949 року в місті Сєров Свердловської області в сім'ї військовослужбовця.
У 1972 році закінчила факультет № 3 Московського авіаційного інституту (МАІ) імені С.Орджонікідзе за спеціальністю «інженер-електрик з систем управління літальних апаратів».
В органах державної безпеки з 1972 року. Служила в управлінні «С» (нелегальна розвідка) першого головного управління (ПГУ, зовнішня розвідка) Комітету державної безпеки (КДБ) при Раді Міністрів СРСР — КДБ СРСР — Службі зовнішньої розвідки Російської Федерації (СЗР Росії). У 1978 році пройшла повний курс спецпідготовки розвідника-нелегала, досконало оволоділа іспанською мовою. Навчанням її та її чоловіка займалася знаменита радянська розвідниця іспанка Африка де лас Ерас Гавілан.
З жовтня 1978 року по серпень 1998 року — на нелегальній роботі за кордоном разом з її чоловіком (Віталій Нетикса). Працювала в Латинській Америці. У парі з чоловіком брала безпосередню участь у виконанні ряду конкретних оперативних завдань Центру. Зарекомендувала себе винахідливим і рішучим співробітником. Працюючи з великими перевантаженнями, свідомо йшла на виправданий ризик при вирішенні оперативних завдань. Надавала дієву допомогу чоловікові в розвідувальній діяльності в особливих умовах. Зокрема, активно задіялася в роботі зі зв'язків, з агентурою, залучалася до добування та обробки цінної розвідувальної інформації.
Після повернення із закордонного відрядження брала участь у підготовці та вихованні молодих співробітників нелегальної розвідки.
З січня 2014 року полковник Т. І. Нетикса — у відставці.
Бере активну участь у діяльності ветеранських організацій СЗР Росії.
28 січня 2020 року директор СЗР Росії С. Є. Наришкін на пресконференції в МІА «Росія сьогодні» назвав імена російських розвідників-нелегалів, які зробили своєю героїчною роботою вагомий внесок у забезпечення безпеки країни і захист її інтересів. Серед названих були Герой Російської Федерації, генерал-майор у відставці В. В. Нетикса і його вдова — полковник у відставці Тамара Іванівна Нетикса, а на сайті СЗР Росії були розміщені їх офіційні біографії.

## Особисте життя
- Чоловік — Нетикса Віталій В'ячеславович[ru] (1946—2011) — російський розвідник-нелегал, генерал-майор служби зовнішньої розвідки у відставці, Герой Російської Федерації.
- Син і дочка розвідників народилися в закордонних відрядженнях.[3] Син служить льотчиком, а дочка Олена працює телеведучою і психологом[1].

## Нагорода
- Орден «За військові заслуги»
- Медаль ордена «За заслуги перед Вітчизною» 2-го ступеня
- Медаль «За бойові заслуги» (СРСР)
- медалі СРСР і Російської Федерації
  - Медаль «60 років Збройних Сил СРСР»
  - Медаль «70 років Збройних Сил СРСР»
  - Медаль «За відзнаку у військовій службі» (Служба зовнішньої розвідки Російської Федерації)[ru] I ступеня
  - Медаль «За бездоганну службу» II ступеня
  - Медаль «За бездоганну службу» III ступеня
- нагрудний знак «За службу в розвідці»